# Lee Chul-seung
Lee Chul-seung (철승 이, Gimcheon (Gyeongsangbuk-do), 29 juni 1972) is een Zuid-Koreaans tafeltennisser. Hij won de WTC-World Team Cup met het nationale mannenteam in 1995, vier bronzen medailles op wereldkampioenschappen en nog twee plakken van die kleur op de Olympische toernooien van 1992 en 1996.

## Sportieve loopbaan
Chul-seung maakte zijn internationale (senioren)debuut in 1991. Hij nam dat jaar deel aan de Azië Cup, WTC-World Team Cup en aan de wereldkampioenschappen in Chiba. De Azië Cup leverde hem meteen zijn eerste internationale (zilveren) prijs op. Het WK 1991 bleek het eerste van acht wereldkampioenschappen waaraan Chul-seung tot en met 2003 zou deelnemen. Deze leverden hem drie bronzen medailles op met het nationale team in de landentoernooien en één in het gemengd dubbelspel, behaald samen met zijn landgenote Ryu Ji-hae.
Chul-seung nam van 1992 tot en met 2004 deel aan vier Olympische Zomerspelen, waar hij met name zijn sporen naliet in het dubbelspel. In die discipline haalde hij zowel in 1992 (met Kang Hee-chan) als 1996 (met Yoo Nam-kyu een bronzen plak. De Zuid-Koreaan kwam nog dicht bij een derde Olympische medaille van deze kleur in 2000, maar belandde samen met Yoo Seung-min op een vierde plek en daarmee net naast het podium.
Chul-seung was van 1996 tot en met 2005 actief op de ITTF Pro Tour, waarop hij zijn prijzenkast nog wat verder vulde. Hij won in het kader van dit format de dubbelspelen van het Amerika Open 1997 en 2004, China Open 2002, Kroatië Open 2004 en Egypte Open 2004. In het enkelspel haalde Chul-seung eenmaal de finale in Zuid-Korea en eenmaal in China, maar won hij nooit een toernooi. Hij plaatste zich in 2000 en in 2002 voor de ITTF Pro Tour Grand Finals, waarop hij beide keren tot de kwartfinale kwam.

## Erelijst
Belangrijkste resultaten:
- Winnaar WTC-World Team Cup 1995 (met Zuid-Korea)
- Brons dubbelspel mannen op zowel de Olympische Zomerspelen 1992 (met Kang Hee-chan) als de Olympische Zomerspelen 1996 (met Yoo Nam-kyu)
- Brons WK gemengd dubbelspel 1995 (met Ryu Ji-hae)
- Brons WK landenteams 1995, 1997 en 2001 (met Zuid-Korea)
- Winnaar Aziatische Spelen dubbelspel 1994 (met Chu Kyo-sung) en 2002 (met Ryu Seung-min), zilver in 1998 (met Oh Sang-eun)
- Winnaar Aziatische kampioenschappen dubbelspel 1992 (met Kang Hee-chan)
- Verliezend finalist Aziatische kampioenschappen gemengd dubbel 1992 en 1998 (beide met Ryu Ji-hae)
- Verliezend finalist Azië Cup enkelspel 1991

ITTF Pro Tour:
Enkelspel:
- Verliezend finalist China Open 1999
- Verliezend finalist Korea Open 2001

Dubbelspel:
- Winnaar Amerika Open 1997 (met Oh Sang-eun) en 2004 (met Ryu Seung-min)
- Winnaar China Open 2002 (met Ryu Seung-min)
- Winnaar Kroatië Open 2004 (met Ryu Seung-min)
- Winnaar Egypte Open 2004 (met Ryu Seung-min)